# Frejlev (Guldborgsund)
 Frejlev is een plaats in de Deense regio Seeland, gemeente Guldborgsund, en telt 275 inwoners (2007).